# Орлова Раїса Костянтинівна
Раї́са Костянтинівна Орло́ва (* 13 жовтня 1963, Сарга) — мокшанська поетеса та журналістка.

## Біографія
Сарга Старошайговського району Республіки Мордовія
Шоста дитина у багатодітній родині. Редактор відділу поезії журналу «Мокша» (Саран Ош). Збірка віршів «Аран тяштенякс».
Перші вірші Орлової почала писати ще в школі — про матір, любов, природу. Початок свідомої поетичної кар'єри — 80-і роки. Вірші Орлової  друкуються у російських газетах МАССР «Трудовая правда» та «Мордовский университет». Паралельно — у рідній пресі — «Мокшень правда», у журналі «Якстерь тяштеня», «Мокша». 1997 — перша збірка віршів «Аран тяштенякс» ("Стану зірочкою ").
- 1998, грудень — член Спілки письменників РФ.
- 2001 — Лауреат премії Глави Республіки Мордовія для молодих авторів. Мешкає у Саран Оші (Саранськ), редактор відділу поезії журналу «Мокша».